# 松本昇 (資生堂)
松本 昇（まつもと のぼる、1886年（明治19年）5月27日 – 1954年（昭和29年）6月9日）は、明治末から昭和前期の実業家、政治家。参議院議員（1期）、資生堂社長。

## 経歴
香川県阿野郡、のちの端岡村（綾歌郡端岡村、国分寺町端岡、現高松市）で、松本彦三郎の二男として生まれた。生家は代々、香川郡、阿野郡、鵜足郡の三郡で地頭を務めた旧家。高松商業学校（現香川県立高松商業高等学校）を経て早稲田大学商科で学んだ。同大を中退して1905年（明治38年）アメリカに留学し、アスベリパーク・ハイスクールを経て、ニューヨーク市の百貨店シンプソン・クロフォード商会で昼に勤務し、夜はニューヨーク大学商科に通学して1909年（明治42年）に同大を卒業。バチェラー・オブ・コマーシャル・サイエンス（BCS）の学位を受けた。
1913年（大正2年）に帰国し三越本店営業部で勤務した。1917年（大正6年）資生堂初代社長福原信三に招かれ支配人に就任。ボランタリー・チェーン組織を整備して資生堂の基礎を確立した。1927年（昭和2年）同社専務取締役を経て、1940年（昭和15年）同社2代社長に就任した。その他、日本中小企業連盟副会長、日本粧業会理事長、東京社会保険協会長、全国社会保険協会連合会長、東京連合防火協会長などを務めた。
1950年（昭和25年）6月の第2回参議院議員通常選挙に全国区から自由党公認で出馬して当選し、参議院議員に1期在任した。この間、参議院通商産業委員、同院自由党議員会副会長などを務め、物品税の引き下げに尽力した。病気療養中の1954年6月に現職で死去した。死没日をもって勲四等瑞宝章追贈、正六位に叙される。
生前に紺綬褒章、1953年（昭和28年）に緑綬褒章を受章している。